# Tosanoides obama
Tosanoides obama (тосаноїд Обами) — вид риб родини Серранові (Serranidae).

## Назва
Дослідники назвали рибу на честь 44-го президента США Барака Обами як визнання його зусиль у захисті і збереженні природи, зокрема розширення морського заповідника Папаханаумокуакеа (англ. Papahānaumokuākea Marine National Monument), що сталося невдовзі після відкриття виду. На презентації виду Обамі особисто він зауважив, що це «миловидна риба».
Раніше іменем Обами називали рід динозаврів, лишайник та вид риб роду Етеостома.

## Будова
Невелика коралова риба з червоним та жовтим забарвленням. Самці мають на спині помітку темно-червону пляму з синім обрамленням, що нагадує логотип президентської кампанії Барака Обами. Ця пляма наштовхнула дослідників назвати рибу на честь 44-го президента США.

## Поширення та середовище існування
Тосаноїд Обами класифіковано на базі лабораторного дослідження двох особин та спостереження трьох на глибині 90-92 м біля атолів Кюре, Перл та Хермес на північному заході Гавайських островів. Зустрічається на глибині у коралових рифах.